# Mouctar Diakhaby
Mouctar Diakhaby (* 19. prosince 1996) je guinejský profesionální fotbalista, který hraje na pozici středního obránce nebo defenzivního záložníka za španělský klub Valencia CF. Narodil se ve Francii, ale hraje za guinejský národní tým.

## Mládí
Diakhaby se narodil ve Vendôme ve Francii guinejským rodičům, kteří pocházeli z Touby.

## Klubová kariéra

### Lyon
Diakhaby debutoval v prvním týmu Lyonu 10. září 2016 v zápase Ligue 1 proti Bordeaux, kdy odehrál celý zápas při domácí prohře 3:1. Dne 30. listopadu 2016 vstřelil svůj první soutěžní gól za první tým Lyonu při venkovní porážce 6:0 v Ligue 1 s Nantes. Dne 23. února 2017 vstřelil gól (v 89. minutě) v 1. kole play-off Evropské ligy UEFA 2016/17 při domácím domácím vítězství 7:1 nad AZ Alkmaar a zaznamenal svůj první gól v kariéře v Evropské lize UEFA nebo Lize mistrů UEFA. Vstřelil také gól v každém ze dvou zápasů osmifinále Evropské ligy 2016/17 proti AS Řím.

### Valencia
Dne 28. června 2018 podepsal pětiletou smlouvu s Valencií. Dne 3. března 2024 utrpěl vážné zranění, které bylo diagnostikováno jako vykloubené koleno, po srážce s Aurélienem Tchouaménim během zápasu s Realem Madrid.

## Reprezentační kariéra
Diakhaby se narodil ve Francii, ale je guinejského původu. Je bývalým mládežnickým reprezentantem Francie. V roce 2022 se však rozhodl reprezentovat rodnou zemi svých rodičů, Guineu, a debutoval za ní proti Egyptu.
Dne 23. prosince 2023 byl vybrán na seznam 25 guinejských hráčů, které Kaba Diawara vybral, aby se zúčastnili Afrického poháru národů 2023.

## Statistiky

### Klubové
Platí k zápasu hranému 15. března 2025.
| Klub              | Sezóna            | Liga              | Liga   | Liga | Národní pohár | Národní pohár | Ligový pohár | Ligový pohár | Kontinentální | Kontinentální | Ostatní | Ostatní | Celkově | Celkově |
| Klub              | Sezóna            | Soutěž            | Zápasy | Góly | Zápasy        | Góly          | Zápasy       | Góly         | Zápasy        | Góly          | Zápasy  | Góly    | Zápasy  | Góly    |
| ----------------- | ----------------- | ----------------- | ------ | ---- | ------------- | ------------- | ------------ | ------------ | ------------- | ------------- | ------- | ------- | ------- | ------- |
| Lyon              | 2016/17           | Ligue 1           | 22     | 1    | 1             | 1             | 0            | 0            | 11            | 3             | 0       | 0       | 34      | 5       |
| Lyon              | 2017/18           | Ligue 1           | 12     | 1    | 3             | 0             | 1            | 0            | 5             | 1             | —       | —       | 21      | 2       |
| Lyon              | Celkově           | Celkově           | 34     | 2    | 4             | 1             | 1            | 0            | 16            | 4             | 0       | 0       | 55      | 7       |
| Valencia          | 2018/19           | La Liga           | 22     | 2    | 7             | 0             | —            | —            | 9             | 1             | —       | —       | 38      | 3       |
| Valencia          | 2019/20           | La Liga           | 21     | 0    | 3             | 0             | —            | —            | 5             | 0             | 0       | 0       | 29      | 0       |
| Valencia          | 2020/21           | La Liga           | 26     | 1    | 1             | 0             | —            | —            | —             | —             | —       | —       | 27      | 1       |
| Valencia          | 2021/22           | La Liga           | 29     | 0    | 8             | 0             | —            | —            | —             | —             | —       | —       | 37      | 0       |
| Valencia          | 2022/23           | La Liga           | 29     | 3    | 1             | 0             | —            | —            | —             | —             | 0       | 0       | 30      | 3       |
| Valencia          | 2023/24           | La Liga           | 14     | 1    | 1             | 0             | —            | —            | —             | —             | —       | —       | 15      | 1       |
| Valencia          | 2024/25           | La Liga           | 5      | 1    | 1             | 0             | —            | —            | —             | —             | —       | —       | 6       | 1       |
| Valencia          | Celkově           | Celkově           | 146    | 8    | 22            | 0             | —            | —            | 14            | 1             | 0       | 0       | 182     | 9       |
| Celkově v kariéře | Celkově v kariéře | Celkově v kariéře | 180    | 10   | 26            | 1             | 1            | 0            | 30            | 5             | 0       | 0       | 237     | 16      |

### Reprezentační
Platí k zápasu hranému 25. března 2025.
| Národní tým | Rok     | Zápasy | Góly |
| ----------- | ------- | ------ | ---- |
| Guinea      | 2022    | 4      | 1    |
| Guinea      | 2023    | 5      | 0    |
| Guinea      | 2024    | 5      | 0    |
| Guinea      | 2025    | 2      | 0    |
| Celkově     | Celkově | 16     | 1    |

#### Reprezentační góly
Skóre a výsledky Guiney jsou vždy zapsány jako první. Góly Mouctara Diakhabyho jsou zvýrazněny.
| Góly | Datum         | Místo                                | Soupeř            | Skóre | Výsledek | Soutěž          |
| ---- | ------------- | ------------------------------------ | ----------------- | ----- | -------- | --------------- |
| 1.   | 27. září 2022 | Stade de la Licorne, Amiens, Francie | Pobřeží slonoviny | 1:3   | 1:3      | Přátelský zápas |

## Úspěchy
Valencia
- Copa del Rey: 2018/19